# Éthiopide
L’Éthiopide (en grec ancien Αἰθιοπίς / Aithiopís, en latin Æthiopis) est une épopée perdue de la Grèce antique, attribuée à Arctinos de Milet. Elle faisait partie du Cycle troyen, un ensemble d'œuvres qui retraçaient l'histoire de la guerre de Troie.

## Datation
L'Éthiopide a probablement été composée au VIIe siècle av. J.-C., mais cette date reste incertaine. Les Anciens faisaient d'Arctinos un auteur du VIIIe siècle ; cependant les premières représentations artistiques d'un des personnages principaux de l'œuvre, l'Amazone Penthésilée, ne datent que de 600 av. J.-C., suggérant donc une date largement postérieure.

## Composition
L’Éthiopide suivait chronologiquement l’Iliade d'Homère et précédait la Petite Iliade. Le poème est divisé en cinq livres écrits en hexamètres dactyliques, et raconte les événements de la guerre de Troie intercalés entre la mort d'Hector et celle d'Achille.
Seules cinq lignes du poème original sont parvenues jusqu'à nous. Le seul résumé détaillé de l'œuvre dont on dispose provient de la Chrestomathie attribuée à Proclos, philosophe du Ve siècle. Les autres sources — moins d'une dizaine — restent fragmentaires. Citons par exemple des scholies sur Homère et sur Pindare.

## Contenu du poème

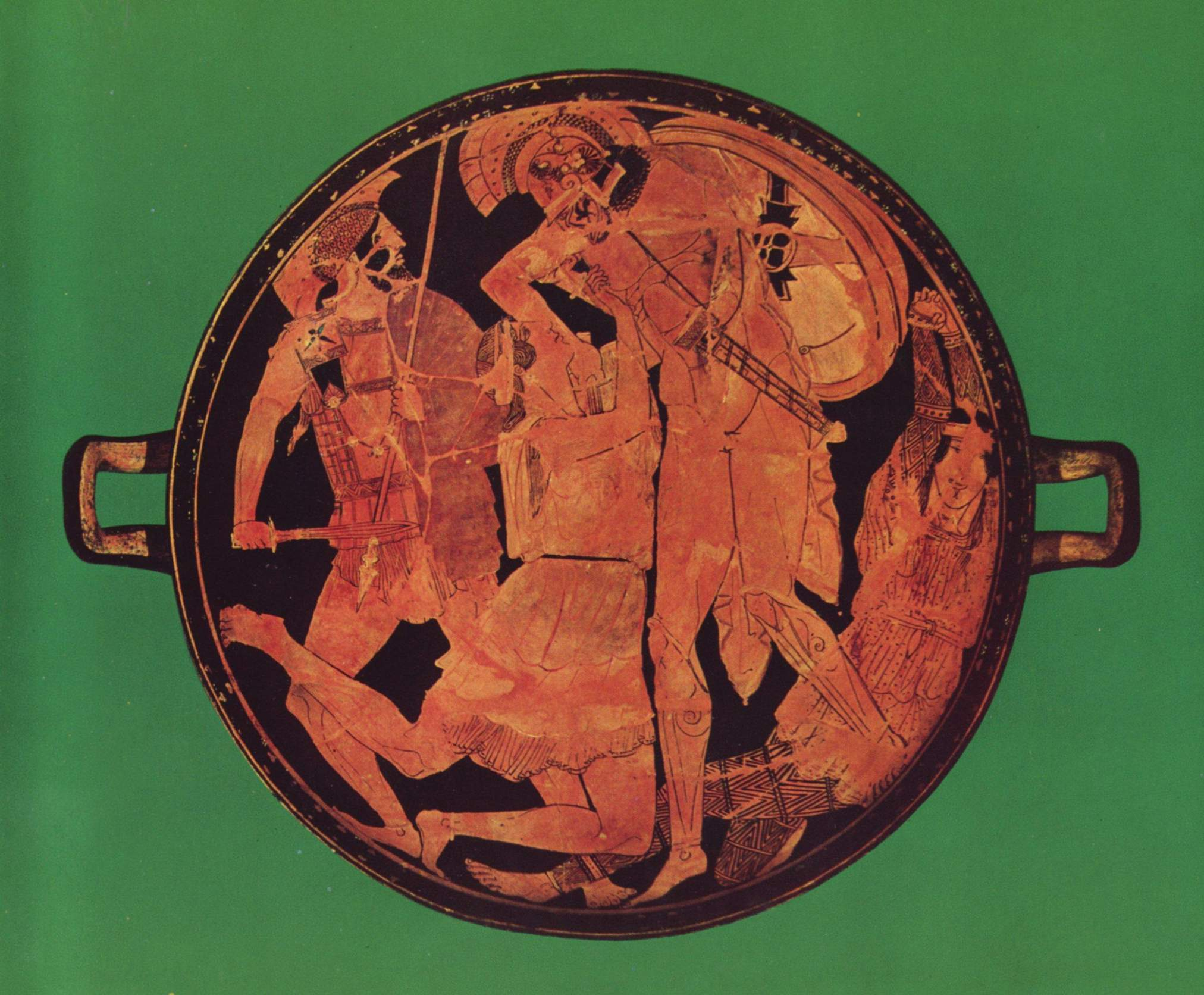
La mort de Penthésilée, kylix attique à figures rouges, v. 460 av. J.-C., Staatliche Antikensammlungen (Inv. 2688)

Le poème débute immédiatement après la mort d'Hector, avec l'arrivée de Penthésilée et de ses Amazones, qui viennent épauler les Troyens. Elle accomplit plusieurs exploits guerriers avant d'être tuée par Achille. Le Grec Thersite se moque d'Achille, insinuant qu'il avait été l'amant de Penthésilée ; Achille le tue à son tour, puis il est purifié rituellement pour le meurtre.
D'autres alliés troyens arrivent ensuite, Memnon, fils d'Éos et de Tithon, à la tête d'un contingent d'Éthiopiens et portant une armure façonnée par le dieu Héphaïstos. Au cours d'un combat, Memnon tue Antiloque, fils de Nestor et grand ami d'Achille. Celui-ci se venge en tuant Memnon, et Zeus accorde l'immortalité à Memnon sur la demande d'Éos. Mais dans sa colère, Achille poursuit les Troyens jusque sous les murs de Troie, et il est tué devant les portes Scées par une flèche décochée par Pâris assisté d'Apollon. Le corps d'Achille est récupéré par Ulysse et Ajax le grand.
Les Grecs célèbrent les funérailles d'Antiloque. La Néréide Thétis, mère d'Achille, arrive pour pleurer sur le corps de son fils accompagnée des Muses et de ses sœurs. Des jeux funéraires sont organisés en l'honneur du défunt, dans lesquels ses armes sont offertes en récompense au plus grand des héros, ce qui engendre une dispute entre Ulysse et Ajax le grand. C'est ainsi que se termine l’Éthiopide : la question n'est pas tranchée si le jugement des armes d'Achille et le suicide d'Ajax étaient narrés uniquement dans l'épisode suivant du Cycle, la Petite Iliade, ou s'ils étaient aussi contés à la fin de l'œuvre.
Dans la Petite Iliade du poète Leschès de Pyrrha, l'un des épisodes relate qu'Ulysse et Ajax envoyèrent des espions pour écouter lequel des deux avait fait le plus de tort à la ville de Troie, afin de décider de qui remporterait les armes d'Achille. Selon l’Éthiopide, les armes furent finalement attribuées d'après la décision des captives troyennes ; Ajax n'obtint pas les armes et se suicida. Le poète dit les femmes inspirées par la déesse Athéna ; c'est sur initiative de cette déesse également que le Grec Épéios a construit le cheval de bois creux, dans lequel les Grecs mettent leurs meilleurs combattants et qu'ils abandonnent devant Troie, brûlant leur camp et embarquant pour l'île voisine de Ténédos. Les Troyens, croyant les Grecs définitivement repartis, percent une brèche dans les remparts de la ville, font rentrer le cheval dedans et fêtent leur victoire apparente.